# Preussens postväsen

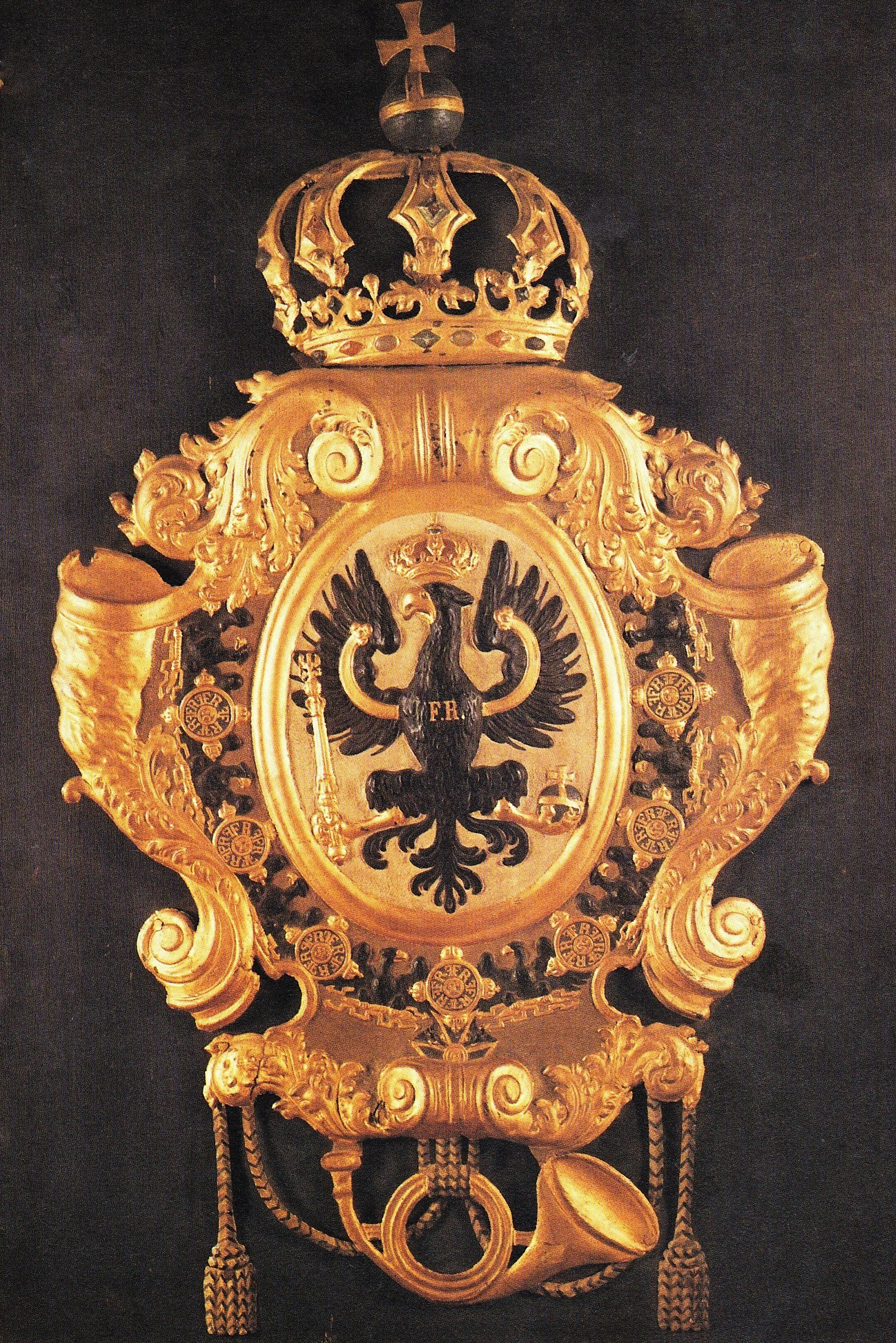
Skylt på en preussisk postbyggnad, omkring 1720

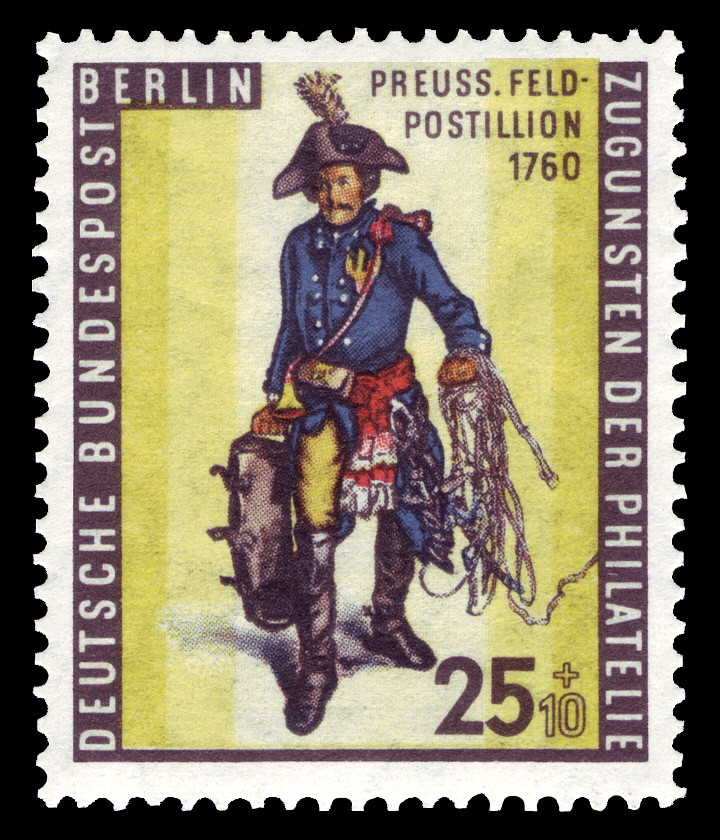
Preussisk postiljon, 1760

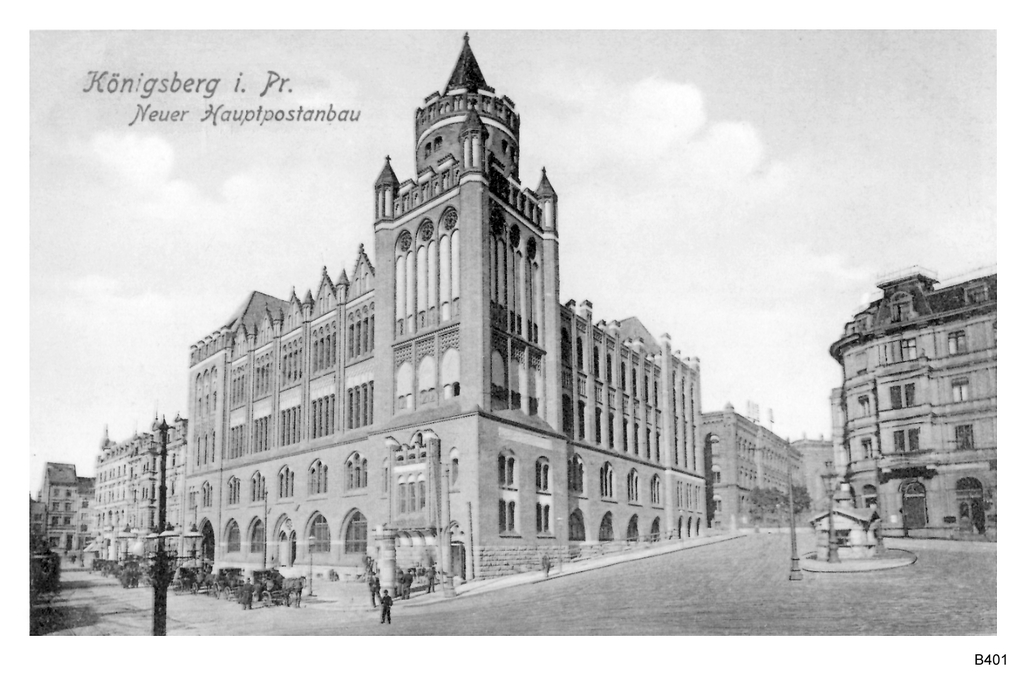
Huvudpostanstkontoret och Telegrafkontoret vid Gesecusplatz i Königsberg, 1908

Preussens postväsen grundades som en offentlig tjänst av kurfursten Fredrik Vilhelm 1649 som en del av uppbyggnaden av en central statsförvaltning för Brandenburg-Preussen. Såsom en helt offentligt driven verksamhet skiljde den sig från det halvprivata postväsende, som bedrevs av furstesläkten Thurn und Taxis under namnet Kaiserlische Reichspost (från omkring 1806 bolaget Thurn-und-Taxis-Post) i större delen av det habsburgska riket. Detta senare hade anor från 1200-talet och hade monopol på stora delar av den europeiska kontinentens postala verksamhet. 
Fredrik Wilhelm utsåg 1652 Otto von Schwerin till Ober-Post-Director för postväsendet och utsåg 1654 Hofrentmeister Michael Matthias till Ober-Aufseher der Posten. Fredrik Wilhelm ville därmed bland annat förhindra att det preussiska postväsendet hamnade under Thurn und Taxis förvaltning.
Kungariket Preussen utvidgades i samband med Wienkongressen 1814–1815 genom att tilldelas stora delar av områdena väster om Rhen.  Vid organiserandet av förvaltningen i detta område förstatligades där i juli 1816 den privata postföring, som bedrevs av Thurn und Taxis. Medan Thurn und Taxis hade koncentrerat sig på ekonomiskt betydande städer, upprättade Preussens postverk posttrafik i alla befolkade landsdelar.

## Postförbindelse med Sverige
Det svenska Postverket hade sedan slutet av 1600-talet organiserat posttrafik mellan Ystad och Stralsund i den då nya svenska besittningen Svenska Pommern. Preussen övertog 1815 i samband med Freden i Kiel och efterföljande förvecklingar mellan Sverige, Danmark och Preussen detta område. Sverige och Preussen ingick i mars 1821 ett fördrag om gemensamt bedriven postbåttrafik med ångfartyg. Vid denna tidpunkt sköttes denna postbefordran med seglande postjakter, men i maj 1824 sattes de nybyggda systerfartygen, hjulångarna Constitution och Postdampschiff Adler, in i en snabbare trafik under sommarsäsong mellan april och oktober/november. Överfarten, som genomfördes två gånger i veckan, tog därmed 13 timmar i stället för upp till två dagar. Enligt ett förnyat postfördrag 1830 övertog Sverige under ett decennium hela ansvaret för trafiken. Enligt ytterligare ett senare fördrag 1840 åtog sig parterna att sätta in snabbare och större postångare, varefter Preussen lät bygga Königin Elisabeth med en ångmaskin på 100 hk, som tillryggalade överfarten på nio–tio timmar, och Sverige lät bygga Svenska Lejonet.
Under en period, från 1852, fanns också en direkt postförbindelse mellan Stettin och Stockholm, med två postångare. Från preussisk sida insattes Postdampschiff Nagler, vilken tog 70 passagerare och gjorde sträckan på 18 timmar. Sverige satte in hjulångaren Nordstiernan. 
Från 1865 sköttes förbindelsen över södra Östersjön med två fartyg, som gick mellan Stralsund och Malmö och tog sju-åtta timmar. Preussen satte, fram till 1870, in den 1864 byggda SMS Pommerania. På svensk sida användes den nybyggda hjulångaren Oscar, och under en kortare tid också propellerfartyget Kronoångaren Sofia, som också bedrev trafik vintertid.